# Osmoxylon orientale
Osmoxylon orientale là một loài thực vật có hoa trong Họ Cuồng cuồng. Loài này được (Guillaumin) B.C.Stone mô tả khoa học đầu tiên năm 1983.